# ترلی‌پرسین
ترلی‌پرسین (انگلیسی: Terlipressin) یک آنالوگ از وازوپرسین است که به عنوان یک داروی فعال عروقی در مدیریت فشار خون پایین استفاده می‌شود. مشخص شده است که وقتی مصرف نوراپی‌نفرین کمکی نمی‌کند موثر است. ترلی‌پرسین یک آگونیست گیرنده وازوپرسین است.

## کاربرد پزشکی
ترلی‌پرسین برای بهبود عملکرد کلیه در بزرگسالان مبتلا به سندرم کبدی با کاهش سریع عملکرد کلیه نشان داده شده است.
نشانه های استفاده شامل شوک سپتیک مقاوم به نوراپی‌نفرین و سندرم کبدی است. افزون بر این، برای درمان واریس مری خونریزی‌دهنده استفاده می‌شود.

## موارد منع مصرف
ترلی‌پرسین در افرادی که هیپوکسی یا تشدید علائم تنفسی دارند و در افرادی که ایسکمی عروق کرونر، محیطی یا مزانتریک دارند، منع مصرف دارد. مصرف ترلی‌پرسین در دوران بارداری ممکن است باعث آسیب جنین شود.